# Faride Mereb
 (mars 2022).
La mise en forme du texte ne suit pas les recommandations de Wikipédia : il faut le « wikifier ».
Les points d'amélioration suivants sont les cas les plus fréquents :
- Les titres sont pré-formatés par le logiciel. Ils ne sont ni en capitales, ni en gras.
- Le texte ne doit pas être écrit en capitales (les noms de famille non plus), ni en gras, ni en italique, ni en « petit »…
- Le gras n'est utilisé que pour surligner le titre de l'article dans l'introduction, une seule fois.
- L'italique est rarement utilisé : mots en langue étrangère, titres d'œuvres, noms de bateaux, etc.
- Les citations ne sont pas en italique mais en corps de texte normal. Elles sont entourées par des guillemets français : « et ».
- Les listes à puces sont à éviter, des paragraphes rédigés étant largement préférés. Les tableaux sont à réserver à la présentation de données structurées (résultats, etc.).
- Les appels de note de bas de page (petits chiffres en exposant, introduits par l'outil «  Source ») sont à placer entre la fin de phrase et le point final[comme ça].
- Les liens internes (vers d'autres articles de Wikipédia) sont à choisir avec parcimonie. Créez des liens vers des articles approfondissant le sujet. Les termes génériques sans rapport avec le sujet sont à éviter, ainsi que les répétitions de liens vers un même terme.
- Les liens externes sont à placer uniquement dans une section « Liens externes », à la fin de l'article. Ces liens sont à choisir avec parcimonie suivant les règles définies. Si un lien sert de source à l'article, son insertion dans le texte est à faire par les notes de bas de page.
- La présentation des références doit suivre les conventions bibliographiques. Il est recommandé d'utiliser les modèles {{Ouvrage}}, {{Chapitre}}, {{Article}}, {{Lien web}} et/ou {{Bibliographie}}. Le mode d'édition visuel peut mettre en forme automatiquement les références.
- Insérer une infobox (cadre d'informations à droite) n'est pas obligatoire pour parachever la mise en page.

Pour une aide détaillée, merci de consulter Aide:Wikification.
Si vous pensez que ces points ont été résolus, vous pouvez retirer ce bandeau et améliorer la mise en forme d'un autre article.
 (mars 2022).
Faride Mereb, née en 1989, est une éditrice et graphiste vénézuélienne. Elle est la fondatrice et directrice de la maison d'édition Ediciones Letra Muerta, les "Editions Lettre Mortes" en français, basée à Caracas au Vénézuela. En 2016, elle a reçu le prix or dans la catégorie éditoriale des Latin America Design Awards pour avoir publié le livre Al Filo, écrit par l'autrice et poète vénézuélienne Miyó Vestrini.,

## Carrière
Issue d'une famille ayant des liens avec le Moyen-Orient, Mereb naquit à Valencia, au Vénézuela, en 1989. Elle fit ses études de design graphique à l'Instituto de Desiño de Caracas (Institut de Design de Caracas) et à l'Université Arturo Michelina de Valencia, où elle obtint une bourse d'études en Arts. En 2015, elle commença à travailler avec Javier Aizpurua dans la maison d'édition Ex Libris, et cette dernière a remporté le concours "Best Book design From all over the World" ("Meilleur design d'édition de livres du monde") à Leipzig à trois occasions depuis.
Sur la base d'une recherche approfondie axée sur l'œuvre poétique de l'écrivaine vénézuélienne Miyó Vestrini , Faride Mereb a assemblé et conçu deux livres, Es una buena máquina et Al Filo , tous deux de Vestrini, dans lesquels elle recueille  ses interviews littéraires et des poèmes inédits,,.  Es una buena máquina a été sélectionné à la Biennale ibéro-américaine de design de Madrid et à la Feria Iberoamericana de Arte (FIA) de 2015.
En 2014, elle cofonde les "Ediciones Letra Muerta", une maison d'édition dédiée à la couverture d'auteurs vénézuéliens pertinents comme Vestrini et Ida Gramcko, entre autres,. Avec Letra Muerta, Mereb a publié Poemas , d'Ida Gramcko, en 2016. Cet ouvrage a été présélectionné au concours 'Best Book design From all over the World' (Leipzig, Allemagne), à laquelle Mereb avait déjà participé avec Ex Libris.
Mereb a donné des conférences sur ses recherches sur le design vénézuélien à l'Université de Columbia (États-Unis) en 2016 et à l'Université de Palerme (Argentine). Elle est également membre de l' APHA, l'association américaine de l'histoire de la presse.
Faride Mereb vit actuellement à New York, aux États-Unis.

## Expositions
- Poèmes : Ida Gramcko . Abra Caracas, Los Galpones. Caracas, 2016.
- Segunda ruptura : en la mémoire . Organisation Nelson Garrido. Caracas, 2013.
- El espacio de la palabra , Estespacionoesmio. Valence, 2012.